# Prioniturus
Pour les articles homonymes, voir Palette.
Genre
Les Palettes, Prioniturus, sont des perruches de la sous-famille des Psittacinae. On les trouve originellement dans les forêts humides des Philippines et d'Indonésie. Ces espèces se distinguent aisément des autres perruches  par leurs deux rectrices centrales allongées terminées par des barbes en ovales.
Leur nom vernaculaire leur vient probablement du fait que les palettes étaient l'ancien nom des raquettes de badminton.

## Liste des espèces
D'après la classification de référence (version 6.4, 2016) du Congrès ornithologique international (ordre phylogénique) :
- Prioniturus mada – Palette de Buru
- Prioniturus platurus – Palette à manteau d'or
- Prioniturus waterstradti – Palette de Mindanao
- Prioniturus montanus – Palette momot
- Prioniturus platenae – Palette de Palawan
- Prioniturus mindorensis – Palette de Mindoro
- Prioniturus verticalis – Palette des Sulu
- Prioniturus flavicans – Palette de Cassin
- Prioniturus luconensis – Palette verte
- Prioniturus discurus – Palette à couronne bleue